# 1855 w muzyce
Wydarzenia muzyczne w 1855 roku.

## Wydarzenia
- 23 stycznia
  - w Casino Zürich miała miejsce premiera drugiej wersji „Overture to Faust” WWV 59 Richarda Wagnera[1][2]
  - w wiedeńskiej Sophiensaal miała miejsce premiera walca „Panacea-Klänge” op.161 oraz „Souvenir-Polka” op.162 Johanna Straussa (syna)[1][2]
- 29 stycznia – w wiedeńskim Sperl Ballroom miała miejsce premiera „Leopolderstädter Polka” op.168 Johanna Straussa (syna)[1][2]
- 30 stycznia – w wiedeńskiej Sophiensaal miała miejsce premiera walca „Glossen” op.163 oraz „Souvenir-Polka” op.162 Johanna Straussa (syna)[1][2]
- 31 stycznia – w wiedeńskim Sperl Ballroom miała miejsce premiera „Handels-Elite-Quadrille” op.166 Johanna Straussa (syna)[1][2]
- 11 lutego – w wiedeńskiej Sophiensaal miała miejsce premiera „Glossen” op.160 Johanna Straussa (syna)[1][2]
- 12 lutego – w wiedeńskiej Sophiensaal miała miejsce premiera walca „Sirenen” op.164 Johanna Straussa (syna)[1][2]
- 14 lutego – w wiedeńskim Sperl Ballroom miała miejsce premiera „Aurora-Polka” op.165 Johanna Straussa (syna)[1][2]
- 17 lutego – w Weimarze odbyła się premiera „Piano Concerto no.1” Ferenca Liszta[1][2]
- 19 lutego – w wiedeńskim Sperl Ballroom miała miejsce premiera walca „Man lebt nur einmal!” op.167 Johanna Straussa (syna)[1][2]
- 11 kwietnia – w paryskim Théâtre Favart miała miejsce premiera opery La cour de Célimène Ambroise’a Thomasa[1][2]
- 30 kwietnia – w Kościele Saint Eustache w Paryżu miała miejsce premiera „Te Deum” op.22 Hectora Berlioza[1][2]
- 14 maja – w paryskim Théâtre Lyrique miała miejsce premiera opery Jaguarita l'Indienne Fromentala Halévy’ego[1][2]
- 29 maja – w Liverpoolu w St. George’s Hall miało miejsce formalne oddanie do użytku organów, na których jako pierwszy zagrał Samuel Sebastian Wesley[1][2]
- 2 czerwca – w paryskiej Salle Favart II miała miejsce premiera opery Jenny Bell Daniela Aubera[1][2]
- 4 czerwca – w wiedeńskim Ungers Casino miała miejsce premiera „Bijouterie-Quadrille” op.169 Johanna Straussa (syna)[1][2]
- 13 czerwca
  - w paryskiej Opéra Le Peletier odbyła się premiera opery Nieszpory sycylijskie Giuseppe Verdiego[1][2]
  - w paryskim Théâtre Lyrique miała miejsce premiera opery L’inconsolable Fromentala Halévy’ego[1][2]
- 1 lipca – w wiedeńskim Ungers Casino miała miejsce premiera „Nachtveilchen” op.170 Johanna Straussa (syna)[1][2]
- 2 lipca – w Weimarze odbyła się premiera „Frisch auf, zu neuem Leben” Ferenca Liszta[1][2]
- 5 lipca – w Paryżu odbyła się premiera „Entrez, messieurs, mesdames”, „Les deux aveugles”, opery Une nuit blanche oraz baletu Arlequin barbier Jacques’a Offenbacha[1][2]
- 17 lipca
  - w St. Florian w klasztorze miała miejsce premiera kantaty „Auf, Brüder, auf!  Und die Saiten zur Hand” Antona Brucknera[1][2]
  - w wiedeńskim Volksgarten miejsce premiera walca „Freuden-Salven” op.171 Johanna Straussa (syna)[1][2]
- 30 lipca – w paryskiej Salle Marigny miała miejsce premiera „Le rêve d’une nuit d’été” oraz baletu Pierrot clown Jacques’a Offenbacha[1][2]
- 8 sierpnia – w paryskim Folies-Nouvelles miała miejsce premiera musicalu Oyayaye, ou La reine des îles Jacques’a Offenbacha[1][2]
- 31 sierpnia – w paryskiej Salle Marigny miała miejsce premiera operetki Skrzypce czarodziejskie Jacques’a Offenbacha[1][2]
- 13 września – w paryskiej Opéra-Comique miała miejsce premiera kantaty „Victoire” Adolphe’a Adama[1][2]
- 26 września – w Merseburgu w katedrze podczas inauguracji nowych organów miała miejsce premiera „Fantasie und Fuge über den Choral ‘Ad nos, ad salutarem undam’” Ferenca Liszta[1][2]
- 3 października – w paryskiej Salle Marigny miała miejsce premiera musicalu Madame Papillon Jacques’a Offenbacha[1][2]
- 13 października – w Gdańsku odbyła się premiera „Trio na fortepian i smyczki no.1” op.8 Johannesa Brahmsa[1][2]
- 15 października – w wiedeńskim Sperl Ballroom miała miejsce premiera walca „Gedanken auf den Alpen” op.172 Johanna Straussa (syna)[1][2]
- 17 października – w paryskiej Salle Favart II miała miejsce premiera opery Le houzard de Berchini Adolphe’a Adama[1][2]
- 18 października – w Brunszwiku odbyła się premiera poematu symfonicznego Prometheus Ferenca Liszta[1][2]
- 29 października – w paryskiej Salle Marigny miała miejsce premiera „Paimpol et Périnette” Jacques’a Offenbacha[1][2]
- 12 listopada – w Getyndze odbyła siępremiera pieśni „Anklänge” op.7/3 Johannesa Brahmsa[1][2]
- 13 listopada – w Hanowerze odbyła się premiera „Waldmüllers Margret” Heinricha Marschnera[1][2]
- 15 listopada – w paryskim Palais de l’Industrie miała miejsce premiera kantaty „L’imperiale” Hectora Berlioza. W połowie premiery została przerwana na wniosek obecnego tam Napoleona III[1][2]
- 16 listopada – „L’imperiale” Hectora Berlioza zostaje przedstawiona publiczności w całości, ma to miejsce podobnie jak dzień wcześniej w paryskim Palais de l’Industrie[1][2]
- 29 listopada – w Kościele Saint Eustache w Paryżu miała miejsce premiera Messe Solennelle de Sainte Cécile Charles’a Gounoda[1][2]
- 3 grudnia – w Pradze odbyła się premiera „Piano Trio” op.15 Bedřicha Smetany[1][2]
- 6 grudnia – w Sing-Akademie zu Berlin miała miejsce premiera pierwszej wersji „Psalmu 13” Ferenca Liszta[1][2][3]
- 16 grudnia – w wiedeńskim Volksgarten miejsce premiera „Marie Taglioni Polka” op.173 oraz „Le Papillon” op.174 Johanna Straussa (syna)[1][2]
- 29 grudnia – w paryskim Théâtre des Bouffes-Parisiens miała miejsce premiera musicalu Ba-ta-clan Jacques’a Offenbacha[1][2]

## Urodzili się
- 20 stycznia – Ernest Chausson, francuski kompozytor (zm. 1899)
- 15 lutego – Gustav Hollaender, niemiecki kompozytor, skrzypek i pedagog muzyczny (zm. 1915)
- 28 marca – Ryszard Gillar, polski organista i dyrygent chóru, autor i wydawca śpiewników (zm. 1939)
- 9 kwietnia – Josef Hellmesberger Jr., austriacki kompozytor, skrzypek i dyrygent (zm. 1907)
- 21 kwietnia – Heinrich Grünfeld, niemiecki wiolonczelista (zm. 1931)
- 9 maja – Julius Röntgen, niemiecko-holenderski kompozytor muzyki klasycznej (zm. 1932)
- 11 maja – Anatolij Ladow, rosyjski kompozytor, pedagog i badacz rosyjskich pieśni ludowych (zm. 1914)
- 4 czerwca – Józefina Reszke, polska śpiewaczka (sopran) (zm. 1891)
- 9 czerwca – Felicjan Feliński, polski aktor teatralny, śpiewak operetkowy, dyrektor teatrów (zm. 1914)
- 21 czerwca – Therese Malten, niemiecka śpiewaczka operowa (sopran) (zm. 1930)
- 9 lipca – Paul Zilcher, niemiecki kompozytor pochodzenia holenderskiego (zm. 1943)
- 31 lipca – Piotr Maszyński, polski kompozytor, dyrygent i pedagog (zm. 1934)
- 29 sierpnia – Emil Paur, austriacki dyrygent i skrzypek (zm. 1932)
- 30 sierpnia – Wiktor Barabasz, polski pianista, dyrygent, pedagog (zm. 1928)
- 31 sierpnia – Stefan Surzyński, polski kompozytor, organista, dyrygent, nauczyciel muzyki (zm. 1919)
- 6 września – Ferdinand Hummel, niemiecki kompozytor (zm. 1928)
- 19 września – Katharina Klafsky, węgierska śpiewaczka operowa (sopran) (zm. 1896)
- 22 września – Stanisław Maurycy Konstanty Lesser, polski muzyk żydowskiego pochodzenia, klarnecista i pedagog (zm. 1929)
- 24 września – Michał Biernacki, polski wiolonczelista, pianista, kompozytor, dyrygent, pedagog i krytyk muzyczny (zm. 1936)
- 29 września – Michele Esposito, włoski kompozytor, pianista i dyrygent (zm. 1929)
- 5 października – Max Filke, niemiecki organista i kompozytor (zm. 1911)
- 12 października – Arthur Nikisch, węgierski dyrygent (zm. 1922)
- 1 listopada – Guido Adler, austriacki muzykolog (zm. 1941)
- 15 grudnia – Josef Klička, czeski kompozytor, organista i dyrygent (zm. 1937)
- 26 grudnia – Arnold Ludwig Mendelssohn, niemiecki kompozytor, odnowiciel muzyki i śpiewu kościelnego, pedagog (zm. 1933)

Data dzienna nieznana
- Stanisław Konarzewski, polski organista, kompozytor, kapelmistrz (zm. 1932)
- Wanda Manowska-Jakesch, polska śpiewaczka (mezzosopran), aktorka, tancerka (zm. 1930)

## Zmarli
- 17 marca – Ramón Carnicer, hiszpański kompozytor, autor muzyki do hymnu narodowego Chile (ur. 1789)
- 24 kwietnia – Walenty Kratzer, polski kompozytor i śpiewak operowy (tenor) (ur. 1780)
- 30 kwietnia – Henry Rowley Bishop, angielski kompozytor i dyrygent (ur. 1786)
- 4 maja – Camille Pleyel, francuski pianista, kompozytor, wydawca, przedsiębiorca (ur. 1788)
- 27 września – August Lanner, austriacki kompozytor (ur. 1835)
- 29 października – Ludwika Jędrzejewiczowa, polska kompozytorka i pisarka, najstarsza siostra Fryderyka Chopina (ur. 1807)
- 25 grudnia – Gatien Marcailhou, francuski kompozytor, pianista (ur. 1807)